# 大牟田テレビ・FM中継局
大牟田テレビ・FM中継局（おおむたテレビ・エフエムちゅうけいきょく）は、福岡県大牟田市にあるテレビジョン放送およびFMラジオ放送の中継局である。ここでは、同一設置場所に開設された地上デジタルテレビジョン放送の補完波である大牟田甘木中継局についても述べる。

## 概要
大牟田テレビ・FM中継局は大牟田市の北部に位置する甘木山の山頂にあり、1964年以降、NHK福岡放送局と福岡県の民放テレビ5局、FM FUKUOKA、CROSS FMが大牟田中継局を設置。市中東部を中心とした、久留米中継局からの電波が届かない地域をカバーしている。
基本的なエリアは大牟田市の一部地域のほか柳川市の全域、久留米市、八女市、筑後市、大川市、みやま市および三潴郡大木町の各一部であるが、大牟田市自体が熊本県に隣接しているため、福岡県より民放数の少ない熊本県北部地域でも、大牟田中継局にアンテナを向ける世帯も少なくない。特に南隣の荒尾市は、大牟田中継局を通じて福岡県内の民放を見る世帯が多い。一方で佐賀県のうち有明海を挟んで大牟田市に近い鹿島市や藤津郡太良町をはじめ、久留米局から見て脊振山地で陰になる地域（佐賀市の一部・神埼市・鳥栖市・三養基郡みやき町（旧中原町）・小城市（旧小城町・旧三日月町）、さらには長崎県のうち有明海沿岸の諫早市（旧小長井町・旧高来町）や雲仙市（旧愛野町・旧吾妻町・旧瑞穂町・旧国見町）の一部地域や島原市の一部地域でも、大牟田中継局にアンテナを向けている世帯がある。
地上デジタル放送においては、13chで送信しているNHK教育テレビジョンで、大牟田市とみやま市の各一部において韓国波や一部国内波などによる混信障害が発生していたことから、その対策として2011年11月7日に大牟田甘木デジタル教育テレビ補完局（50ch）が開局した。

## 歴史
- 1964年（昭和39年） - NHK福岡放送局、テレビ開局
- 1964年（昭和39年）8月31日 - RKB・KBC・TNC、テレビ開局
- 1969年（昭和44年）11月20日 - FBS開局
- 1982年（昭和57年）10月1日 - エフエム福岡開局
- 1992年（平成4年）9月1日 - TVQ開局
- 1993年（平成5年）9月1日 - 当時のエフエム九州（CROSS FM）、他4局と共に開局
- 2007年（平成19年）6月1日 - 大牟田デジタルテレビ中継局開局
- 2011年（平成23年）7月24日 - アナログテレビ放送終了・完全停波
- 2011年（平成23年）11月7日 - NHK福岡放送局、大牟田甘木デジタル教育テレビ補完局開局

## 送信所配置について
所在地
福岡県大牟田市大字倉永字新砂581 甘木山
アナログテレビ中継局が開局した当初は山頂の公園に、「NHK福岡」と「RKB・KBC・TNC共同」とで、それぞれが局舎と鉄塔を設置。遅れて開局したFBSは独自に建設したが、アナログ放送終了により解体・撤去された。TVQはアナログ開局時はNHKに相乗りし、終了後は送信機のみの撤収で済んだ。
現在はNHK福岡の施設にFM2社が相乗りし、先発民放3社の施設は民放デジタルテレビ放送の送信所として使われている。

## チャンネル・周波数と出力

### 地上デジタルテレビジョン放送
| ID | 放送局名         | 中継局名                           | 物理 チャンネル | 空中線 電力 | ERP | 放送 対象地域 | 放送区域 内世帯数 |
| -- | ---------------- | ---------------------------------- | --------------- | ----------- | --- | ------------- | ----------------- |
| 1  | KBC 九州朝日放送 | KBC大牟田DTV                       | 31ch            | 10W         | 41W | 福岡県        | 約117,000世帯     |
| 2  | NHK 福岡教育     | NHK大牟田DE                        | 13ch            | 10W         | 45W | 全国放送      | 約117,000世帯     |
| 2  | NHK 福岡教育     | NHK大牟田DE 大牟田甘木局（補完局） | 50ch            | 3W          | 24W | 全国放送      | 38,736世帯        |
| 3  | NHK 福岡総合     | NHK大牟田DG                        | 17ch            | 10W         | 45W | 福岡県        | 約117,000世帯     |
| 4  | RKB RKB毎日放送  | RKB毎日大牟田DTV                   | 30ch            | 10W         | 41W | 福岡県        | 約117,000世帯     |
| 5  | FBS 福岡放送     | 福岡放送大牟田DTV                  | 21ch            | 10W         | 41W | 福岡県        | 約117,000世帯     |
| 7  | TVQ TVQ九州放送  | TVQ大牟田DTV                       | 26ch            | 10W         | 41W | 福岡県        | 約117,000世帯     |
| 8  | TNC テレビ西日本 | TNC大牟田DTV                       | 29ch            | 10W         | 41W | 福岡県        | 約117,000世帯     |

放送開始日
- 大牟田局…2007年6月1日
- 大牟田甘木補完局…2011年10月24日試験放送開始、11月7日本放送開始

### FMラジオ放送
| 周波数 （MHz） | 放送局名      | 空中線電力 | ERP  | 放送対象地域 |
| -------------- | ------------- | ---------- | ---- | ------------ |
| 85.8           | NHK福岡FM放送 | 30W        | 110W | 福岡県       |
| 87.0           | FM FUKUOKA    | 30W        | 110W | 福岡県       |
| 87.8           | CROSS FM      | 30W        | 100W | 福岡県       |

- CROSS FMは経営破綻した株式会社エフエム九州より免許を含む一切の事業を2008年7月1日付で承継。

### 地上アナログテレビジョン放送
2011年（平成23年）7月24日運用終了
| ch | 放送局名         | 空中線電力 （映像/音声） | ERP （映像/音声） | 放送対象地域 |
| -- | ---------------- | ------------------------ | ----------------- | ------------ |
| 19 | TVQ TVQ九州放送  | 300W/ 75W                | 3.5kW/ 880W       | 福岡県       |
| 43 | FBS 福岡放送     | 300W/ 75W                | 3.4kW/ 860W       | 福岡県       |
| 50 | NHK 福岡教育     | 100W/ 25W                | 410W/ 100W        | 全国放送     |
| 53 | NHK 福岡総合     | 100W/ 25W                | 410W/ 100W        | 福岡県       |
| 55 | TNC テレビ西日本 | 100W/ 25W                | 360W/ 91W         | 福岡県       |
| 58 | KBC 九州朝日放送 | 100W/ 25W                | 360W/ 91W         | 福岡県       |
| 61 | RKB RKB毎日放送  | 100W/ 25W                | 360W/ 91W         | 福岡県       |

- TVQ及びFBSは、テレビのデジタル化に際し、混信対策として空中線電力を従前（他局と同じ）の3倍に引き上げた。

## 備考
- デジタル放送は、久留米局と同一ブロック（筑後地区）として位置づけられ、物理チャンネルが同一である。送信はSFN方式による。
- TVQはアナログ・デジタルとも、KBC・RKBはデジタルが、いずれも福岡親局と同一物理チャンネルである。
- LOVE FM・KBC福岡FM・RKB福岡FMは九千部山の久留米FM放送所を福岡親局として大出力で送信しているため、同局の放送エリアに含まれる大牟田市（甘木山）には送信所を設置していない。